# Honda 200 de 2007
O Honda 200 de 2007 foi a décima segunda corrida da temporada de 2007 da IndyCar Series. A corrida foi disputada no dia 22 de julho no Mid-Ohio Sports Car Course, localizado na cidade de Lexington, Ohio. O vencedor foi o neozelandês Scott Dixon, da equipe Chip Ganassi Racing.

## Pilotos e Equipes
| Nº | Piloto               | Equipe                   | Chassis | Motor | Pneu |
| -- | -------------------- | ------------------------ | ------- | ----- | ---- |
| 2  | Tomas Scheckter      | Vision Racing            | Dallara | Honda | F    |
| 3  | Hélio Castroneves    | Team Penske              | Dallara | Honda | F    |
| 4  | Vitor Meira          | Panther Racing           | Dallara | Honda | F    |
| 5  | Sarah Fisher         | Dreyer & Reinbold Racing | Dallara | Honda | F    |
| 6  | Sam Hornish Jr.      | Team Penske              | Dallara | Honda | F    |
| 7  | Danica Patrick       | Andretti-Green Racing    | Dallara | Honda | F    |
| 8  | Scott Sharp          | Rahal Letterman Racing   | Dallara | Honda | F    |
| 9  | Scott Dixon          | Chip Ganassi Racing      | Dallara | Honda | F    |
| 10 | Dan Wheldon          | Chip Ganassi Racing      | Dallara | Honda | F    |
| 11 | Tony Kanaan          | Andretti-Green Racing    | Dallara | Honda | F    |
| 14 | Darren Manning       | A. J. Foyt Enterprises   | Dallara | Honda | F    |
| 15 | Buddy Rice           | Dreyer & Reinbold Racing | Dallara | Honda | F    |
| 17 | Ryan Hunter-Reay (R) | Rahal Letterman Racing   | Dallara | Honda | F    |
| 20 | Ed Carpenter         | Vision Racing            | Dallara | Honda | F    |
| 22 | A. J. Foyt IV        | Vision Racing            | Dallara | Honda | F    |
| 26 | Marco Andretti       | Andretti-Green Racing    | Dallara | Honda | F    |
| 27 | Dario Franchitti     | Andretti-Green Racing    | Dallara | Honda | F    |
| 55 | Kosuke Matsuura      | Panther Racing           | Dallara | Honda | F    |

- (R) - Rookie

## Resultados

### Treino classificatório
| 1                          | 3  | Hélio Castroneves    | Team Penske              | 1:06.8375 |
| 2                          | 7  | Danica Patrick       | Andretti-Green Racing    | 1:07.1257 |
| 3                          | 11 | Tony Kanaan          | Andretti-Green Racing    | 1:07.1757 |
| 4                          | 26 | Marco Andretti       | Andretti-Green Racing    | 1:07.3931 |
| 5                          | 27 | Dario Franchitti     | Andretti-Green Racing    | 1:07.4037 |
| 6                          | 9  | Scott Dixon          | Chip Ganassi Racing      | 1:07.4742 |
| 7                          | 6  | Sam Hornish Jr.      | Team Penske              | 1:08.3693 |
| 8                          | 14 | Darren Manning       | A. J. Foyt Enterprises   | 1:08.7000 |
| 9                          | 15 | Buddy Rice           | Dreyer & Reinbold Racing | 1:08.8102 |
| 10                         | 17 | Ryan Hunter-Reay (R) | Rahal Letterman Racing   | 1:08.8743 |
| 11                         | 10 | Dan Wheldon          | Chip Ganassi Racing      | 1:09.2270 |
| 12                         | 2  | Tomas Scheckter      | Vision Racing            | 1:09.2474 |
| 13                         | 55 | Kosuke Matsuura      | Panther Racing           | 1:09.6049 |
| 14                         | 22 | A. J. Foyt IV        | Vision Racing            | 1:09.8014 |
| 15                         | 8  | Scott Sharp          | Rahal Letterman Racing   | 1:10.2316 |
| 16                         | 20 | Ed Carpenter         | Vision Racing            | 1:10.7465 |
| 17                         | 5  | Sarah Fisher         | Dreyer & Reinbold Racing | 1:11.0599 |
| 18                         | 4  | Vitor Meira          | Panther Racing           | sem tempo |
| Relatório[ligação inativa] |    |                      |                          |           |

- (R) - Rookie

- Tempos obtidos na segunda fase de classificação ("Top Six").

### Corrida
| Corrida - 22 de julho      | Corrida - 22 de julho | Corrida - 22 de julho | Corrida - 22 de julho    | Corrida - 22 de julho | Corrida - 22 de julho | Corrida - 22 de julho | Corrida - 22 de julho | Corrida - 22 de julho |
| Pos                        | Nº                    | Piloto                | Equipe                   | Voltas                | Tempo                 | Largada               | Voltas na Liderança   | Pontos                |
| -------------------------- | --------------------- | --------------------- | ------------------------ | --------------------- | --------------------- | --------------------- | --------------------- | --------------------- |
| 1                          | 9                     | Scott Dixon           | Chip Ganassi Racing      | 85                    | 1:47:24.2663          | 6                     | 29                    | 50                    |
| 2                          | 27                    | Dario Franchitti      | Andretti-Green Racing    | 85                    | +2.6917               | 5                     | 6                     | 40                    |
| 3                          | 3                     | Hélio Castroneves     | Team Penske              | 85                    | +8.6783               | 1                     | 37                    | 38                    |
| 4                          | 11                    | Tony Kanaan           | Andretti-Green Racing    | 85                    | +8.9611               | 3                     | 13                    | 32                    |
| 5                          | 7                     | Danica Patrick        | Andretti-Green Racing    | 85                    | +25.2578              | 2                     | 0                     | 30                    |
| 6                          | 14                    | Darren Manning        | A. J. Foyt Enterprises   | 85                    | +30.4606              | 8                     | 0                     | 28                    |
| 7                          | 17                    | Ryan Hunter-Reay (R)  | Rahal Letterman Racing   | 85                    | +44.5001              | 10                    | 0                     | 26                    |
| 8                          | 15                    | Buddy Rice            | Dreyer & Reinbold Racing | 85                    | +49.9197              | 9                     | 0                     | 24                    |
| 9                          | 2                     | Tomas Scheckter       | Vision Racing            | 85                    | +54.5332              | 12                    | 0                     | 22                    |
| 10                         | 10                    | Dan Wheldon           | Chip Ganassi Racing      | 85                    | +55.1833              | 11                    | 0                     | 20                    |
| 11                         | 8                     | Scott Sharp           | Rahal Letterman Racing   | 84                    | +1 volta              | 15                    | 0                     | 19                    |
| 12                         | 55                    | Kosuke Matsuura       | Panther Racing           | 84                    | +1 volta              | 13                    | 0                     | 18                    |
| 13                         | 22                    | A. J. Foyt IV         | Vision Racing            | 84                    | +1 volta              | 14                    | 0                     | 17                    |
| 14                         | 6                     | Sam Hornish, Jr.      | Team Penske              | 84                    | +1 volta              | 7                     | 0                     | 16                    |
| 15                         | 5                     | Sarah Fisher          | Dreyer & Reinbold Racing | 83                    | +2 voltas             | 17                    | 0                     | 15                    |
| 16                         | 20                    | Ed Carpenter          | Vision Racing            | 82                    | +3 voltas             | 16                    | 0                     | 14                    |
| 17                         | 4                     | Vitor Meira           | Panther Racing           | 54                    | Mecânico              | 18                    | 0                     | 13                    |
| 18                         | 26                    | Marco Andretti        | Andretti-Green Racing    | 0                     | Contato               | 4                     | 0                     | 12                    |
| Relatório[ligação inativa] |                       |                       |                          |                       |                       |                       |                       |                       |

- (R) - Rookie